# (6722) Bunichi
(6722) Bunichi (1991 BG2) – planetoida z grupy pasa głównego asteroid okrążająca Słońce w ciągu 5,64 lat w średniej odległości 3,17 j.a. Odkryta 23 stycznia 1991 roku.